# 本田庄太郎
本田庄太郎（ほんだしょうたろう、1893年(明治26年)1月30日 - 1939年(昭和14年)10月10日）は童画画家。
静岡県浜松市に生まれる。高等小学校卒業後、17歳で上京。太平洋画会研究所（現在の「太平洋美術会」）で石井柏亭らに絵の技術、デザインを学ぶ
。
1913年(大正2年)頃から児童雑誌の挿絵を描く仕事を始める。日本童画家協会に入らなかったが、児童雑誌「コドモノクニ」では最も掲載回数が多い作家であり人気画家の一人であった。

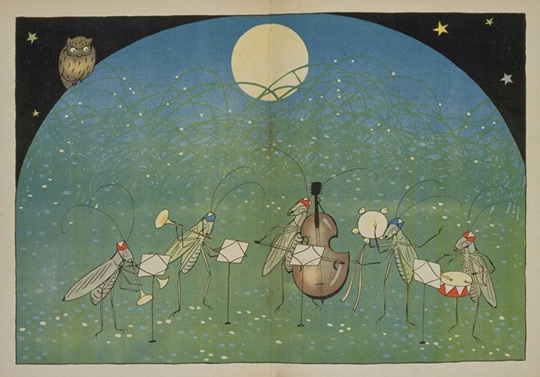
『コドモノクニ』1922年(大正11年)9月号
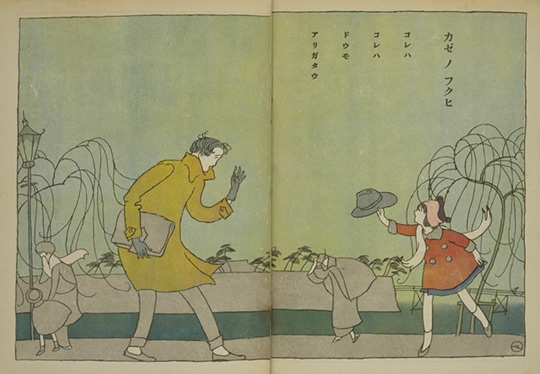
「カゼノフクヒ」『コドモノクニ』1923年(大正12年)1月号
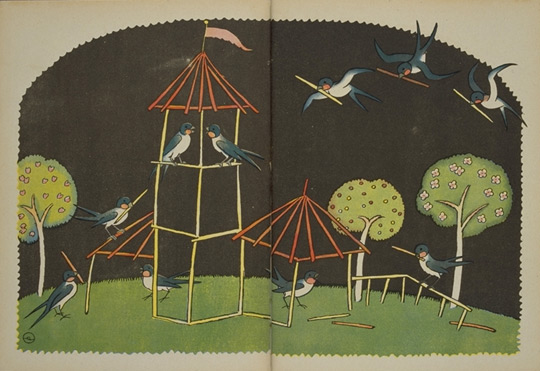
『コドモノクニ』1923年5月号
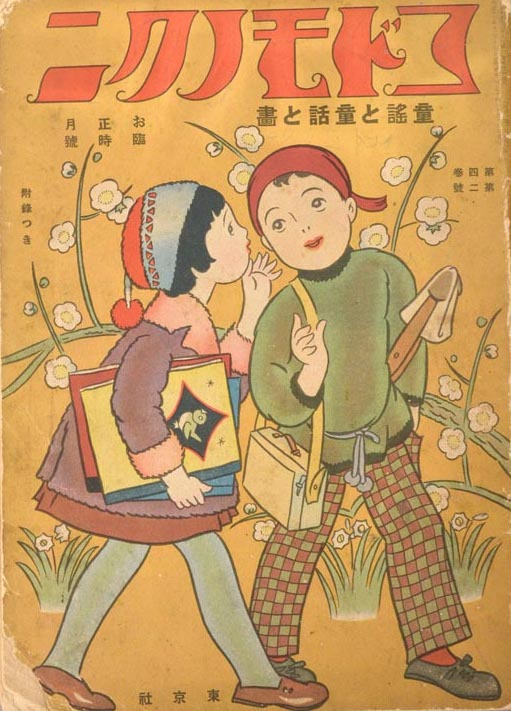
1925年（大正14年）1月号表紙
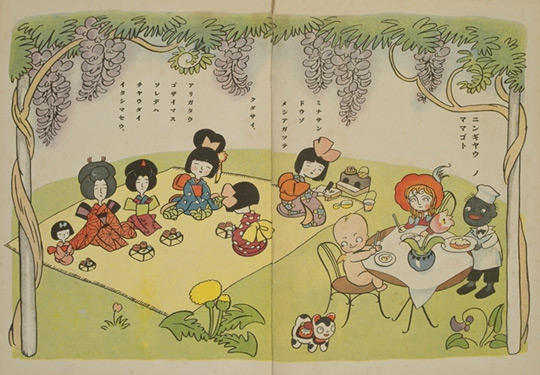
「ニンギヤウノ ママゴト」『コドモノクニ』1925年5月号

2021年(令和3年)7月1日から10月17日に出身地浜松にある浜松文芸館で「本田庄太郎展」が開催された。

## 絵本
- 八波則吉文 『こがね丸』（講談社 1938年）. NCID BB04546663
- 宇野浩二文『孫悟空』（講談社 1939年）. NCID BA48633983